# Сражение при Гирсово
Сражение при Гирсово — одно из сражений русско-турецкой войны 1768—1774 годов, произошедшее 3 (14) сентября 1773 года во время кампании русской армии в Валахии и Румелии.

## История
После летней кампании 1773 года фельдмаршал П. А. Румянцев перевел 1-ю армию на левый берег Дуная, удержав на правом берегу небольшой плацдарм — укреплённый пост Гирсово. Придавая этому посту большое значение, П. А. Румянцев 4 августа поручил его оборону А. В. Суворову, под командованием которого было 4 тысячи человек.
Турки попытались перехватить инициативу. Османским великим визирем Мухсинзаде Мехмед-пашой был составлен план овладения Журжей. Для облегчения этой задачи ему необходимо было овладеть Гирсово. В течение месяца до турецкого наступления вокруг города были построены полевые укрепления: на высоте, прикрывающей переправу через Дунай — «Московский ретраншемент», примерно в 800 саженях от укрепленного замка, ниже по течению; два редута: первый — на ближних подступах (около 100—150 саженей) к замку, в направлении ожидаемого наступления турок; второй — на высоком берегу Дуная, в 300 саженях ниже замка, в промежутке между замком и ретраншементом. Совокупность полевых укреплений и замка создавала сильную позицию с прикрытыми флангами и системой перекрестного действительного артогня.
Во второй половине дня 2 сентября 10-тысячная османская армия выступила из Карасу и двинулась к Гирсово. В 7 часов утра 3 сентября турецкая конница, имея в нескольких верстах за собой 4 тысяч пехоты заставила отступить русские передовые посты. В полдень конница подошла на пушечный выстрел и остановилась. 
А. В. Суворов приказал не открывать огня, желая подвести неприятеля на близкое расстояние. Молчание русских укреплений вызвало недоумение, а потому турки не двинулись на замок прямо, а расположили батарею на высоте близ устья реки Боруй.
Затем 10-тысячная масса турок, заняв исходное положение перед «Московским ретраншементом», атаковала его отборной пехотой. Внезапно открытым с близких дистанций огнём эта атака была отражена; турецкая пехота отхлынула к своей батарее.
Использовав замешательство турок после неудачной атаки, русские пехотные полки, заблаговременно построенные в каре за флангами «Московского ретраншемента» (Севский — в два, 2-й Московский — в одно каре), при поддержке гусар атаковали одновременно оба фланга турок, и довершили поражение. Неприятель бежал. 
Венгерские гусары, преследуя, изрубили 800 человек. Всего потери турок простирались до тысячи человек. У русских было 10 убитых и 167 раненых. Были захвачены 6 пушек, 1 мортира, почти весь обоз. 
А. В. Суворов остался зимовать со своими солдатами на правом берегу, сохранив плацдарм для наступления за Дунай в следующем году.